# Autonomous System
Ett Autonomous System (AS) är de enheter mellan vilka extern routing sker på Internet. Varje AS är en samling av IP-nätverk, det vill säga datornätverk som använder Internetprotokoll, som administreras av en eller flera nätverksoperatörer och som har en enda och tydligt definierad policy för extern routing. Externa routingprotokoll används för att utbyta routinginformation mellan olika AS.
Ett AS skapas om ett nätverk är anslutet till mer än ett annat AS med olika routingpolicy. Ett vanligt exempel är nätverk som är anslutna till två eller flera internetleverantörer.
Routning, eller styrning av IP-trafik, inom en operatörs AS kallas intern routing (interior routing), och mellan två olika AS extern routing (exterior routing). Routningprotokollet som oftast används mellan två AS kallas Border Gateway Protocol (BGP). Tidigare i Internets historia har även Exterior Gateway Protocol (EGP) använts.
Varje AS har ett unikt nummer tilldelat sig, som kallas ASN (Autonomous system number - autonomt systemnummer). Detta nummer används både vid utbyte av extern routinginformation mellan AS och för att identifiera ett AS. I Europa ansöker man om AS-nummer och IP-adresser från organisationen RIPE.